# 효소 촉매작용
효소 촉매작용(酵素觸媒作用, 영어: enzyme catalysis)은 생물학적 분자인 효소에 의해 촉매되는 과정이다. 대부분의 효소는 단백질이며, 이러한 과정은 화학 반응이다. 효소 내에서 일반적인 촉매작용은 활성 부위라고 불리는 특정 부위에서 일어난다.
대부분의 효소는 단일 단백질 사슬 또는 다중 소단위체 복합체의 여러 개의 사슬이며, 주성분은 단백질이다. 효소는 보통 금속 이온이나 보조 인자(예: 아데노신 삼인산)로 알려진 특별한 유기 분자와 같은 비단백질 성분들을 포함한다. 많은 보조 인자들이 비타민이며, 비타민의 역할은 물질대사에서 생물학적 과정의 촉매작용에 사용되는 것과 직접적으로 관련되어 있다.

## 같이 보기
- 보조 인자
- 효소 반응속도론